# Карл III (граф Алансона)
Карл III (фр. Charles III d’Alençon, Charles III de Valois; февраль 1337 — 5 июля 1375) — граф Алансона и Перша, архиепископ Лиона.
Старший сын Карла II и Марии де ла Серда. В 1346 году наследовал отцу, погибшему в битве при Креси, в 1361 году принял постриг в доминиканском монастыре. При поддержке папы и короля 13 июля 1365 года был избран архиепископом Лиона.
В Алансоне и Перше Карлу наследовал младший брат — Пьер II.